# Space Battleship Yamato (película de 2010)
Space Battleship Yamato es una película japonesa dirigida por Takashi Yamazaki y estrenada en el año 2010. Es una adaptación de acción real basada en el anime Space Battleship Yamato.
Cuenta con serias y notables diferencias respecto de la animación original, ya que su trama se reduce a resumir los episodios de la primera serie animada en un espacio de algo más de 1 hora, eliminando incluso a personajes que tuvieron gran trascendencia en la trama original. Muchas de las escenas de la misma se produjeron mediante animaciones computarizadas en 3D y efectos de maquetería, todo para reducir los costos finales de la producción.
En el casting de actores, Erika Sawajiri había sido originalmente elegida por los productores para que tomase el papel de la heroína Yuki Mori, pero fue reemplazada por Meisa Kuroki.
La cadena Toho exhibió por primera vez la película el 1 de diciembre del año 2010, en 440 cines en Japón.

## Argumento
Los hechos transcurren en el año 2199, cinco años después de que apareciesen unos misteriosos alienígenas llamados Gamilas,
los cuales empiezan a modificar el ambiente de la Tierra al impactarla con enormes meteoritos gigantes, dejando la superficie totalmente inhabitable a causa de las radiaciones y sus posteriores efectos. A la especie humana apenas le queda un año de vida cuando se recibe un enigmático mensaje proveniente del lejano planeta Iscandar, asegurando que poseen un artilugio capaz de eliminar la radiación de la Tierra y ofreciendo su ayuda a los humanos. Decididos a salvar el planeta, las Fuerzas de Defensa reconstruyen el acorazado espacial Yamato para poder realizar el increíble viaje que les llevará a más de 150.000 años luz de distancia en busca de un planeta desconocido, que puede ser la última esperanza para la especie humana y la Tierra.

## Elenco y personajes
La mayoría de los caracteres principales difieren de su contraparte animada en la serie. Yuki es más activa en los roles de combate cuerpo a cuerpo y en aeronaves de combate, y dos de los papeles hechos por personajes masculinos en la serie –Aihara y el Dr. Sado– fueron cambiados por personajes femeninos en la película, y otros simplemente suprimidos y/o limitados en sus roles y participaciones, como Kato.

### Tripulación del Yamato
- Takuya Kimura como Susumu Kodai.
- Meisa Kuroki como Yuki Mori, as de los pilotos del escuadrón Black Tiger.
- Toshirō Yanagiba como Shirō Sanada, oficial científico/tecnológico.
- Naoto Ogata como Daisuke Shima, navegante en jefe y el mejor amigo de Susumu Kodai.
- Reiko Takashima como la Dr. Sado, médico en jefe de la nave.
- Toshiyuki Nishida como Hikozaemon Tokugawa, ingeniero en jefe.
- Hiroyuki Ikeuchi como Hajime Saitō, líder de los Servicios de seguridad (Comandos).
- Maiko Skorick (マイコ) como Aihara, oficial de comunicaciones.
- Toshihiro Yashiba como Yasuo Nanbu, unidad táctica.
- Kazuki Namioka como Saburō Katō, líder de los pilotos del escuadrón Black Tiger.
- Takumi Saito como Akira Yamamoto, piloto del escuadrón Black Tiger.
- Takahiro Miura como Furuya, piloto del escuadrón Black Tiger.
- Tsutomu Yamazaki como el Capitán Jūzō Okita.
- Kensuke Ōwada como Kenjirō Ōta, navegante.
- Sawai Miyū como Higashida.

### Otros
- Shinichi Tsutsumi como Mamoru Kodai, el hermano mayor de Susumu Kodai y capitán del destructor espacial de la clase Isokaze Yukikaze.
- Isao Hashizume como Heikurō Tōdō, comandante en jefe de la Fuerza de Defensa Terrícola.